# Långskär (Åva, Brändö, Åland)
Långskär är en ö i Åland (Finland). Den ligger i Skärgårdshavet och i kommunen Brändö i landskapet Åland, i den sydvästra delen av landet. Ön ligger omkring 75 kilometer nordöst om Mariehamn och omkring 220 kilometer väster om Helsingfors.
Öns area är 4 hektar och dess största längd är 480 meter i sydöst-nordvästlig riktning.